# هرریسبورگ (اورگن)
هرریسبورگ (به انگلیسی: Harrisburg) شهری در شهرستان لین ایالت اورگن است و در سرشماری سال ۲۰۱۱ میلادی، ۳٬۵۶۷ نفر جمعیت داشته که نسبت به سال ۲۰۱۰، ۰٫۵ درصد رشد جمعیت داشته‌است.

## موقعیت جغرافیایی
موقعیت جغرافیایی شهرها و مناطق اطراف به شرح زیر است: